# Samsonów-Dudków
Samsonów-Dudków – wieś w Polsce położona w województwie świętokrzyskim, w powiecie kieleckim, w gminie Zagnańsk.
W latach 1975–1998 miejscowość administracyjnie należała do województwa kieleckiego. Do dnia 31 stycznia 1995 roku wieś była przysiółkiem Samsonowa.